# Équipe de Bulgarie masculine de volley-ball
Cet article traite de l'équipe masculine. Pour l'équipe féminine, voir Équipe de Bulgarie féminine de volley-ball.
L'équipe de Bulgarie de volley-ball est composée des meilleurs joueurs bulgares sélectionnés par la Fédération Bulgare de Volley-ball (Българска федерация по волейбол, translittération scientifique internationale Bălgarska Federacija po Volejbol, BFV). Elle est actuellement classée au 22e rang de la Fédération internationale de volley-ball au 19 juillet 2022.

## Palmarès et parcours

### Palmarès
- Jeux Olympiques
  - Finaliste : 1980
  - Quatrième : 1972, 2012
- Championnat du monde
  - Finaliste : 1970

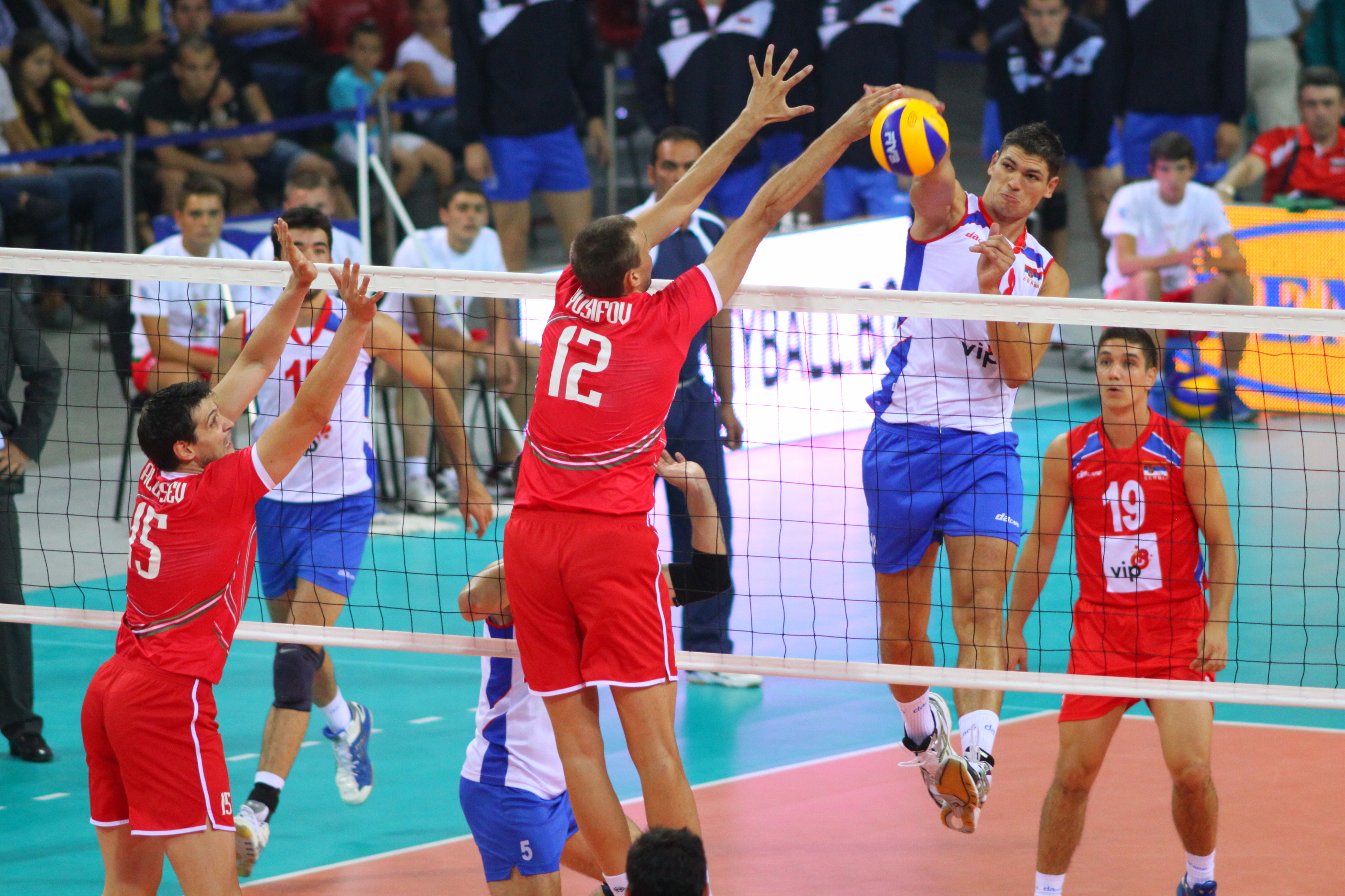

  - Troisième : 1949, 1952, 1986, 2006
  - Quatrième : 1962
- Ligue mondiale
  - Quatrième : 1994, 2004, 2006, 2012
- Championnat d'Europe
  - Finaliste : 1951
  - Troisième : 1955, 1981, 1983, 2009
  - Quatrième : 1950, 1958, 1963, 1995, 2013, 2015
- Coupe du monde
  - Troisième : 2007
  - Quatrième : 1969
- Ligue européenne
  - Quatrième : 2016

## Joueurs majeurs

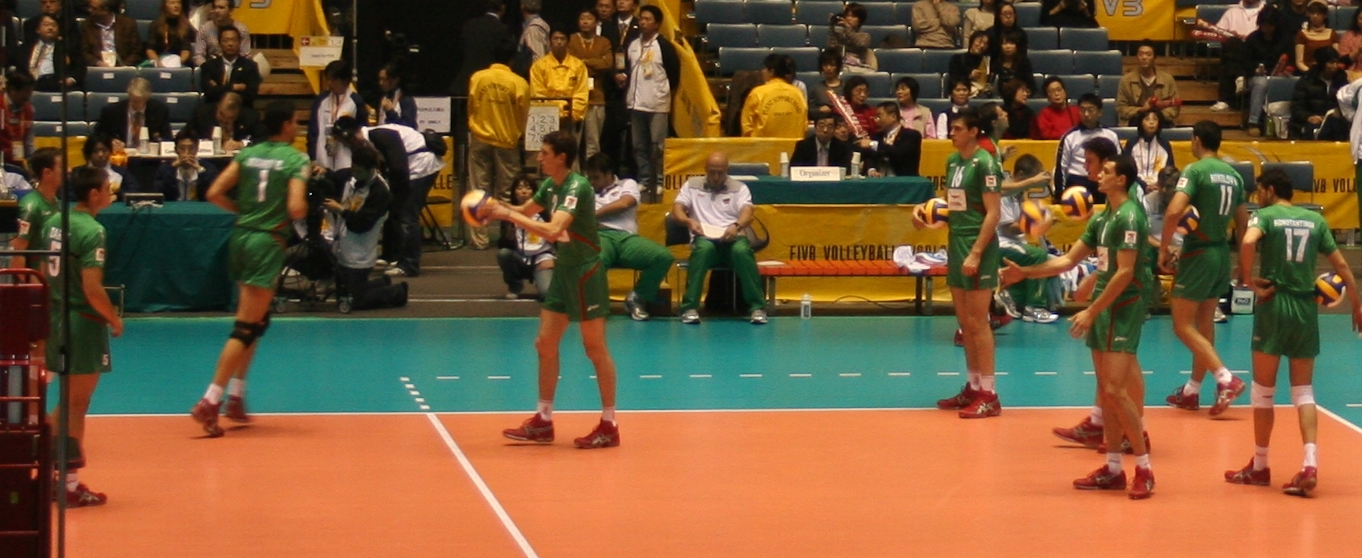
L'équipe de Bulgarie à l'échauffement contre la Pologne en demi-finale du Championnat du monde 2006

### Parcours

#### Jeux Olympiques
| - 1964 : 5e - 1968 : 6e - 1972 : 4e - 1976 : Non qualifié - 1980 : Finaliste - 1984 : Non qualifié - 1988 : 6e - 1992 : Non qualifié - 1996 : 7e - 2000 : Non qualifié | - 2004 : Non qualifié - 2008 : 5e - 2012 : 4e - 2016 : Non qualifié - 2020 : Non qualifié - 2024 : Non qualifié |

#### Championnats du monde
| - 1949 : 3e - 1952 : 3e - 1956 : 5e - 1960 : Non qualifié - 1962 : 4e - 1966 : 7e - 1970 : Finaliste - 1974 : 7e - 1978 : 10e - 1982 : 5e | - 1986 : 3e - 1990 : 5e - 1994 : 9e - 1998 : 7e - 2002 : 16e - 2006 : 3e - 2010 : 7e - 2014 : 13e - 2018 : 11e - 2022 : 20e |

#### Ligue mondiale/Ligue des nations
| - 1990 : non participant - 1991 : non participant - 1992 : non participant - 1993 : non participant - 1994 : 4e - 1995 : 5e - 1996 : 8e - 1997 : 6e - 1998 : 7e - 1999 : non participant | - 2000 : non participant - 2001 : non participant - 2002 : non participant - 2003 : 5e - 2004 : 4e - 2005 : 5e - 2006 : 4e - 2007 : 5e - 2008 : 7e - 2009 : 9e | - 2010 : 7e - 2011 : 5e - 2012 : 4e - 2013 : 4e - 2014 : 8e - 2015 : 10e - 2016 : 11e - 2017 : 9e - 2018 : 11e - 2019 : 12e | - 2020 : N/A - 2021 : 15e - 2022 : 14e |

#### Championnat d'Europe
| - 1948 : Non qualifié - 1950 : 4e - 1951 : Finaliste - 1955 : 3e - 1958 : 4e - 1963 : 4e - 1967 : 9e - 1971 : 7e - 1975 : 5e - 1977 : 5e |  | - 1979 : 10e - 1981 : 3e - 1983 : 3e - 1985 : 5e - 1987 : 11e - 1989 : 6e - 1991 : 5e - 1993 : 5e - 1995 : 4e - 1997 : 9e |  | - 1999 : 7e - 2001 : 6e - 2003 : 9e - 2005 : Non qualifié - 2007 : 8e - 2009 : 3e - 2011 : 6e - 2013 : 4e - 2015 : 4e - 2017 : 6e |  | - 2019 : 11e - 2021 : 12e - 2023 : 15e |

#### Coupe du monde
| - 1965 : 9e - 1969 : 4e - 1977 : 6e - 1981 : Non qualifié - 1985 : Non qualifié - 1989 : Non qualifié - 1991 : Non qualifié - 1995 : Non qualifié - 1999 : Non qualifié - 2003 : Non qualifié |  | - 2007 : 3e - 2011 : Non qualifié - 2015 : Non qualifié - 2019 : Non qualifié |

#### Ligue européenne
| - 2004 : non participante - 2005 : non participante - 2006 : non participante - 2007 : non participante - 2008 : non participante - 2009 : non participante - 2010 : non participante - 2011 : non participante - 2012 : non participante - 2013 : non participante |  | - 2014 : non participante - 2015 : non participante - 2016 : 4e - 2017 : non participante - 2018 : non participante - 2019 : non participante - 2021 : non participante - 2022 : non participante - 2023 : non participante - 2024 : non participante |